# Estado Soberano de Bolívar
El Estado Soberano de Bolívar fue una división administrativa y territorial de los Estados Unidos de Colombia. El ente territorial, creado el 15 de junio de 1857 con el nombre de Estado Federal de Bolívar, fue oficialmente reconocido como Estado de la Federación en la constitución nacional de 1858, y finalmente denominado Soberano en la constitución nacional de 1863. El estado subsistió hasta el 7 de septiembre de 1886 cuando entra en rigor la Constitución política colombiana de 1886 y pasa a llamarse Departamento de Bolívar.

## Historia
Durante la primera independencia de Colombia (la denominada Patria Boba), la Provincia de Cartagena ya se había declarado estado soberano e independiente. Su territorio correspondía con el que luego sería llamado Estado Soberano de Bolívar. Dicha provincia fue luego integrante de la Gran Colombia como parte del Departamento del Magdalena; una vez se desintegró dicha nación la Provincia de Cartagena formó parte de la República de la Nueva Granada, con el mismo territorio de 1810; más tarde (1843) esta fue subdividida en tres provincias: Cartagena, Mompós y Sabanilla.
Debido a los aires federalistas que estaba tomando la nación, el congreso de la entonces Confederación Granadina dicta la ley del 15 de junio de 1857 que crea los estados de Bolívar, Boyacá, Cauca, Cundinamarca y Magdalena, con el fin de evitar el rompimiento de la república. Por medio de dicha ley el estado de Bolívar se creó a partir de la unión de las provincias neogranadinas de Cartagena, Sabanilla y la parte de Mompós que estaba al occidente del río Magdalena, acto que fue corroborado y ejecutado por el decreto del 25 de junio del mismo año.

## Geografía

### Límites
Bolívar limitaba al norte con el océano Atlántico, al este con los estados de Magdalena y Santander, al sur con el de Antioquia y al oeste con el del Cauca. Estos límites eran semejantes a los que poseía la Provincia de Cartagena en 1840, antes de ser dividida en las provincias de Cartagena, Mompóx y Sabanilla; los límites particulares eran:
- Con Santander: desde el caserío de Bohórquez a orillas del río Magdalena y por este, aguas abajo, hasta la boca del caño Chocó.

- Con el Magdalena: desde la boca del caño Chocó en el río Magdalena, y por este, aguas abajo, hasta su desembocadura principal conocida con el nombre de Bocas de Ceniza.

- Con el océano Atlántico: desde Bocas de Ceniza hasta punta Arboletes.

- Con el Cauca: desde la punta Arboletes hasta la boca del río homónimo; este, aguas arriba hasta su cabecera; después por las cumbres de la serranía de Abibe, que separa las aguas que van al golfo de Urabá de las que caen en el Sinú pasando al oeste del alto Carepa y yendo a buscar el morro Chigorodó y el alto Carrizal en dirección al sur.

- Con Antioquia: por la serranía de Abibe en dirección sur hasta la cabecera del río Sinú, yendo luego en busca el río San Jorge; de aquí hasta la loma donde nace el río Pegadó y que separa las aguas de los ríos Cauca y San Jorge; después por la cumbre de la serranía de Ayapel en dirección noreste hasta la llanura selvática del norte, donde una línea imaginaria llega hasta la ciénaga de San Lorenzo; de esta ciénaga llega a las aguas del caño Aguaclara, aguas arriba, hasta el camino que va de Ayapel a Santa Lucía, y luego todo el camino hasta la ribera del Cauca; atravesando el río hasta la quebrada Santa Lucía hasta su origen; luego la serranía hasta la cabecera de la quebrada Santa Isabel, aguas abajo hasta la unión con la de Siguaná; por los cerros para llegar al cerro de Siguaná cerca a Guamocó, y después por los cerros de la Hebilla hasta encontrar la unión de los ríos Tiqué y Cañaverales; baja luego al río Puná y por la serranía de Sacramento hasta el cerro Tamar, origen del río de su nombre; luego este río, aguas abajo, hasta su unión con el Ité, donde empieza a llamarse Cimitarra; de aquí en línea recta hasta el caserío de Bohórquez sobre el Magdalena.

En la actualidad el territorio correspondiente al Estado Soberano de Bolívar está repartido entre los departamentos de Bolívar, Atlántico, Córdoba, Sucre, al norte de Colombia, así como el Archipiélago de San Andrés y Providencia en el mar Caribe.

### Divisiones administrativas

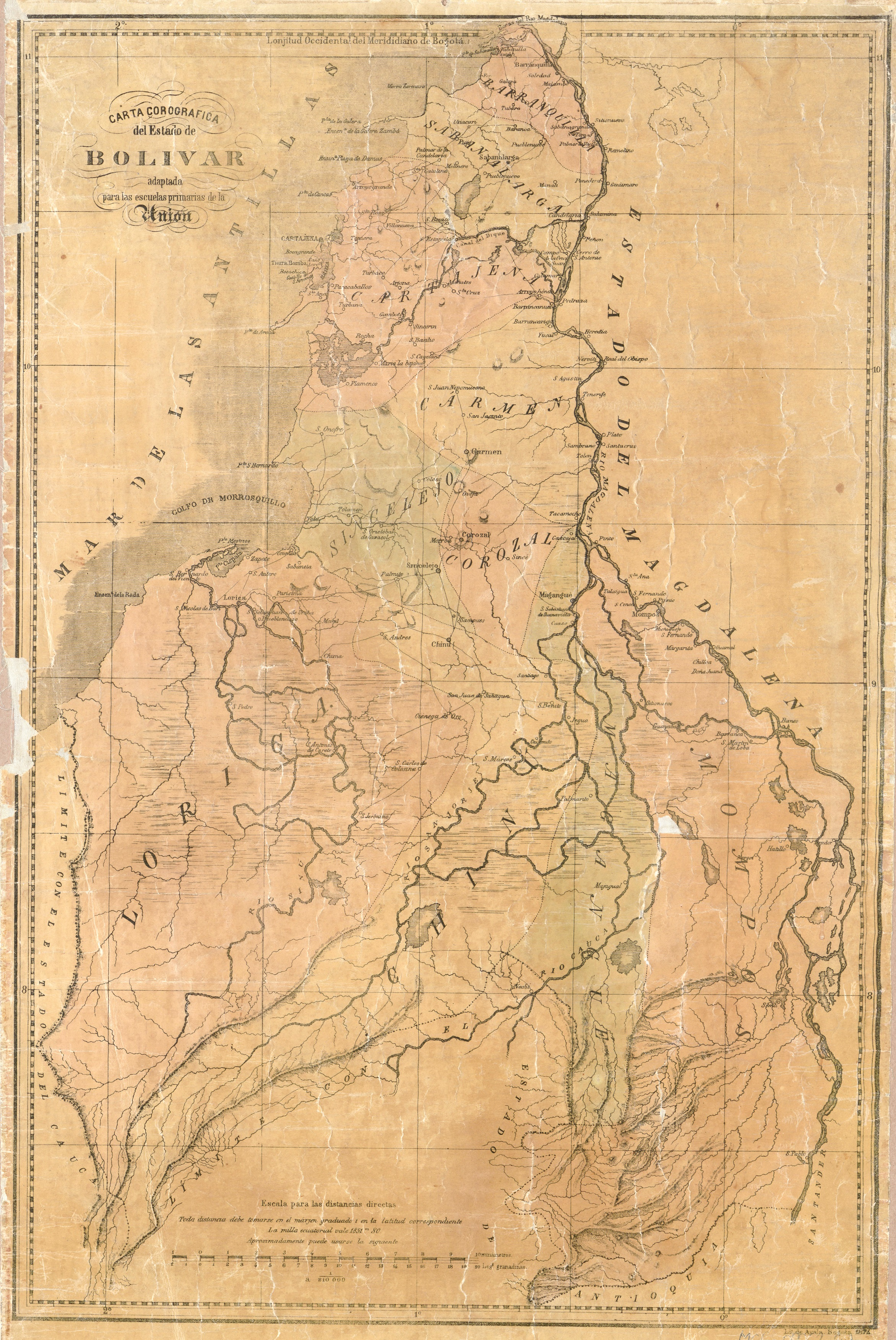
División territorial del Estado Soberano de Bolívar, en 1871.

El Estado, por ley del 13 de noviembre de 1857, fue dividido en cinco departamentos:
- Cartagena.
- Corozal.
- Mompox.
- Sabanilla.
- Sinú.

El 27 de enero de 1860, la Asamblea del Estado expidió una ley en la cual se creaban tres nuevos departamentos dentro del territorio bolivarense, que adquirió la siguiente configuración:
- Cartagena.
- Carmen.
- Corozal.
- Magangué.
- Mompox.
- Sabanilla.
- Sabanalarga.
- Sinú.

Por el artículo 1 de la ley del 26 de diciembre de 1862, el Estado fue dividido en doce provincias durante la presidencia de Juan José Nieto:
- Barranquilla (capital Barranquilla).
- Carmen (capital El Carmen de Bolívar).
- Cartagena (capital Cartagena de Indias).
- Corozal (capital Corozal).
- Chinú (capital Chinú).
- Lorica (capital Santa Cruz de Lorica).
- Magangué (capital Magangué).
- Mahates (capital Mahates).
- Mompox (capital Santa Cruz de Mompox).
- Nieto (capital Ciénaga de Oro).
- Sabanalarga (capital Sabanalarga).
- Sincelejo (capital Sincelejo).

El 4 de mayo de 1865 el Estado adquirió su división territorial definitiva de diez provincias:
- Barranquilla (capital Barranquilla).
- Carmen (capital El Carmen de Bolívar).
- Cartagena (capital Cartagena de Indias).
- Corozal (capital Corozal).
- Chinú (capital Chinú).
- Lorica (capital Santa Cruz de Lorica).
- Magangué (capital Magangué).
- Mompox (capital Santa Cruz de Mompox).
- Sabanalarga (capital Sabanalarga).
- Sincelejo (capital Sincelejo).

### Territorios nacionales
El Territorio Nacional de San Andrés y Providencia pertenecía a la jurisdicción del Estado pero era administrado por el gobierno nacional.